# Les Reines du drame
Pour plus de détails, voir Fiche technique et Distribution.
Les Reines du drame est un film musical franco-belge co-écrit et réalisé par Alexis Langlois, sorti en 2024. 
Il est présenté à la Semaine de la Critique du Festival de Cannes 2024, où il est nommé pour la Caméra d'or et pour la Queer Palm,.

## Synopsis
Mimi Madamour et Billie Kohler, deux jeunes chanteuses, se rencontrent pour la première fois lors d'un concours de chant télévisé. Mimi est sélectionnée pour participer au concours et connaît un grand succès pop tandis que Billie est rejetée et poursuit un succès clandestin en tant que punk rockeuse.

## Fiche technique
- Titre original et francophone : Les Reines du drame[6]
- Réalisation : Alexis Langlois
- Scénario : Carlotta Coco, Thomas Colineau, Alexis Langlois
- Photographie : Marine Atlan
- Montage : Alexis Langlois, Gabriel Gonzalez
- Musique : Pierre Desprats, Mona Soyoc, Yelle, Rebeka Warrior
- Décors : Barnabé d'Hauteville, Anna Le Mouël
- Production : Inès Daïen Dasi, Benoit Rolland
- Sociétés de production : Les Films du poisson, Wrong Men
- Pays d'origine :  France,  Belgique
- Langue originale : français
- Format : couleur
- Genre : film musical
- Durée : 114 minutes
- Dates de sortie :
  - France : 18 mai 2024 (Festival de Cannes) ; 27 novembre 2024 (sortie nationale)[7]

## Distribution
- Louiza Aura : Mimi Madamour
- Gio Ventura : Billie Kolher
- Bilal Hassani : Steevyshady
- Nana Benamer : Kalthoum Tawra
- Alma Jodorowsky : Harmonie Corrine
- Thomas Poitevin : Guy Brilland
- Dustin Muchuvitz : Sandrine Sévère
- Raya Martigny : Séverine Attord
- Asia Argento : Magalie Charmer
- Mona Soyoc  : Elie Moore
- Drag Couenne : Mimi Drag
- Julia Fiquet : Ange
- Jean-Biche : Billie Drag
- Mati Diop : Mère de Mimi (voix)